# Трансмашхолдинг
ЗАТ «Трансмашхолдинг» (ТМХ) — найбільша в Росії компанія в галузі транспортного машинобудування. Підприємства «Трансмашхолдингу» виробляють магістральні та промислові електровози, магістральні та маневрові тепловози, вантажні і пасажирські вагони, вагони електропоїздів і метро, вагонне лиття, тепловозні та суднові дизелі, дизель-генератори, комплектуючі для залізничного рухомого складу та міського рейкового транспорту, а також здійснюють ремонт і сервісне обслуговування раніше випущеної продукції. Повне найменування — Закрите акціонерне товариство «Трансмашхолдинг».
Штаб-квартира — у Москві. Компанія має представництва в Казахстані, Узбекистані, Білорусі й Україні.
2022 року «Трансмашхолдинг» виграв тендер на постачання до Аргентини 70 електропоїздів (560 вагонів) серії «Іволга» на суму 864 млн доларів.

## Структура
- Бежицький сталеливарний завод
- Брянський машинобудівний завод
- Деміховський машинобудівний завод
- Коломенський завод
- Луганський тепловозобудівний завод
- Новочеркаський електровозобудівний завод
- Метровагонмаш
- Пензадизельмаш
- Октябрьський електровагоноремонтний завод
- Тверський вагонобудівний завод